# Чемпионат мира по шорт-треку 2012
Чемпионат мира по шорт-треку 2012 года проходил 9-11 марта в Спортивном центре «Восток» в Шанхае (КНР).

## Общий медальный зачёт
| Место | Страна           | Золото | Серебро | Бронза | Всего |
| ----- | ---------------- | ------ | ------- | ------ | ----- |
| 1     | Республика Корея | 4      | 3       | 4      | 11    |
| 2     | Китай            | 4      | 2       | 0      | 6     |
| 3     | Канада           | 2      | 2       | 4      | 8     |
| 4     | Италия           | 0      | 1       | 1      | 2     |
| 4     | США              | 0      | 1       | 1      | 2     |
| 6     | Нидерланды       | 0      | 1       | 0      | 1     |

## Медалисты
За первое место в дисциплине начислялось 34 очка, за второе — 21 очко, за третье — 13 очков, за четвёртое — 8 очков, за пятое — 5 очков, за шестое — 3 очка, за седьмое — 2 очка и за восьмое — 1 очко; очки начислялись лишь спортсменам, принявшим участие в финальных соревнованиях по соответствующей дисциплине. В суперфинале на дистанции 3000 м лидирующие после первого километра спортсмены получали 5 дополнительных очков. Затем очки складывались, и так определялся победитель в многоборье; эстафеты для определения победителей в многоборье не учитывались.

### Мужчины
| Дисциплина | Золото                                                                                   | Серебро                                                                      | Бронза                                                                          |
| ---------- | ---------------------------------------------------------------------------------------- | ---------------------------------------------------------------------------- | ------------------------------------------------------------------------------- |
| Многоборье | Квак Юн Ги Республика Корея                                                              | Но Джин Гю Республика Корея                                                  | Оливье Жан Канада                                                               |
| 500 м      | Оливье Жан Канада                                                                        | Шарль Амлен Канада                                                           | Квак Юн Ги Республика Корея                                                     |
| 1000 м     | Квак Юн Ги Республика Корея                                                              | Но Джин Гю Республика Корея                                                  | Шарль Амлен Канада                                                              |
| 1500 м     | Но Джин Гю Республика Корея                                                              | Квак Юн Ги Республика Корея                                                  | Син Да Ун Республика Корея                                                      |
| 3000 м     | Квак Юн Ги Республика Корея                                                              | Но Джин Гю Республика Корея                                                  | Син Да Ун Республика Корея                                                      |
| Эстафета   | Канада · Гийом Бастий · Франсуа-Луи Трамбле · Оливье Жан · Лиам Макфарлейн · Шарль Амлен | Нидерланды · Нилс Керстхолт · Дан Бреувсма · Фрек ван дер Варт · Шинки Кнегт | Республика Корея · Квак Юн Ги · Ли Хо Сок · Но Джин Гю · Син Да Ун · Ли Джун Су |

### Женщины
| Дисциплина | Золото                                                            | Серебро                                                           | Бронза                                                                              |
| ---------- | ----------------------------------------------------------------- | ----------------------------------------------------------------- | ----------------------------------------------------------------------------------- |
| Многоборье | Ли Цзяньжоу Китай                                                 | Валери Мальтэ Канада                                              | Арианна Фонтана Италия                                                              |
| 500 м      | Фань Кэсинь Китай                                                 | Арианна Фонтана Италия                                            | Лана Геринг США                                                                     |
| 1000 м     | Чо Хэ Ри Республика Корея                                         | Ли Цзяньжоу Китай                                                 | Валери Мальтэ Канада                                                                |
| 1500 м     | Ли Цзяньжоу Китай                                                 | Лю Цюхун Китай                                                    | Мари-Эв Дроле Канада                                                                |
| 3000 м     | Валери Мальтэ Канада                                              | Арианна Фонтана Италия                                            | Мари-Эв Дроле Канада                                                                |
| Эстафета   | Китай · Лю Цюхун · Кун Сюэ · Фань Кэсинь · Ли Цзяньжоу · Сяо Хань | США · Лана Геринг · Джессика Смит · Эмили Скотт · Тамара Фредерик | Республика Корея · Чо Хэ Ри · Чхве Джун Вон · Сон Су Мин · Ли Ын Бёль · Ким Дам Мин |